# Burg Braunsberg (Vilsbiburg)
Der abgegangene Burg Braunsberg ist eine abgegangene mittelalterliche Höhenburg 200 m südlich von Grundlhub und 500 m nördlich von Frauensattling, einem Gemeindeteil der niederbayerischen Stadt Vilsbiburg im Landkreis Landshut. Die Anlage wird als Bodendenkmal unter der Aktennummer D-2-7540-0072 im Bayernatlas als „verebneter Burgstall des Mittelalters“ geführt.

## Beschreibung
Die abgegangene Burg Braunsberg liegt auf einem bewaldeten Geländerücken auf dem Hirschberg, der nördlich an Frauensattling angrenzt. 1864 sollen hier noch zwei 12 m hohe Kegel vorhanden gewesen sein, die auf den Burgstall hingewiesen haben. 

## Geschichte
Die Burg Braunsberg lag auf einer rechtsseitigen Vilshöhe an der alten Straße von Binabiburg über Vilsbiburg und Landshut nach Biburg. In dem zwischen 1231 und 1237 angelegten ersten Herzogsurbar der Wittelsbacher wird ein Ministeriale zu „Prunsperge“ (= Braunsberg) im Schergenamt Vilsbiburg genannt, der als ehemaliger Dienstmann des Heinrich von Haigermoos 40 Eigenleute dem Hochstift Salzburg übergab. Dieser „man“ diente dem Herzog mit seinem Hof an dem Aufstieg von Vilsbiburg nach Frauensattling in das Binatal und dem Inn; vermutlich übte er dort das herzogliche Geleitrecht aus. Die Burg Braunsberg lag ungünstig für die Entwicklung von  Vilsbiburg und wurde deshalb aufgegeben. Bei der Bildung des Landgerichts Vilsbiburg wird 1819 noch die Einöde Braunsberg genannt.